# Matthias Sammer
Matthias Sammer (n. 5 septembrie 1967, Dresden) este un fost jucător și antrenor de fotbal german. A fost director tehnic la Asociația Germană de Fotbal.
A primit Balonul de Aur în 1996 când a câștigat cu Germania Campionatul European de Fotbal

## Premii

### Ca jucător
- DDR-Oberliga (2): 1989, 1990
- FDGB-Pokal (1): 1990
- Bundesliga (3): 1992, 1995, 1996
- DFB-Supercup (3): 1992, 1995, 1996
- Campionatul European de Fotbal (1): 1996; Locul doi 1992
- UEFA Champions League (1): 1997
- Intercontinental Cup (1): 1997
- Supercupa Europei: Locul doi 1997
- U.S. Cup: 1993

#### Individual
- Fotbalistul german al anului (2): 1995, 1996
- Balonul de Aur (1): 1996

### Ca antrenor
- Bundesliga (1): 2002
- Cupa UEFA: Locul doi 2002
- DFB Liga-Pokal Locul doi 2003

## Viața personală
Sammer este căsătorit și are trei copii: Sarah, Marvin și Leon. El locuiește în München, Germania.